# ハビー・ゲラ (1995年生の投手)
- ジャビー・ゲラ
- ハービー・ゲラ

ハビアー・アレクシス・ゲラ（Javier Alexis "Javy" Guerra、1995年9月25日 - ）は、パナマ・チリキ県ダビッド出身のプロ野球選手（内野手→投手）。右投左打。阪神タイガース所属。

## 経歴

### プロ入りとレッドソックス傘下時代
2012年7月にアマチュア・フリーエージェントでボストン・レッドソックスと契約してプロ入り。当初は遊撃手として契約していた。
2013年、傘下のルーキー級ドミニカン・サマーリーグ・レッドソックスでプロデビュー。60試合に出場して打率.248、23打点、7盗塁を記録した。
2014年はルーキー級ガルフ・コーストリーグ・レッドソックスでプレーし、51試合に出場して打率.269、2本塁打、26打点、1盗塁を記録した。
2015年はA級グリーンビル・ドライブでプレーし、116試合に出場して打率.279、15本塁打、68打点、7盗塁を記録した。また、サウス・アトランティックリーグのオールスターゲームに出場した。

### パドレス時代
2015年11月13日にクレイグ・キンブレルとのトレードで、カルロス・アスアヘ、マニュエル・マーゴット、ローガン・アレンとサンディエゴ・パドレスへ移籍した。
2016年は傘下のA+級レイクエルシノア・ストームでプレーし、105試合に出場して打率.202、9本塁打、41打点、4盗塁を記録した。また、シーズン終了後にメジャー契約を結んで40人枠に追加された。
2017年はA+級レイクエルシノアとAA級サンアントニオ・ミッションズでプレーし、2球団合計で128試合に出場して打率.223、9本塁打、53打点、2盗塁を記録した。
2018年はAAA級エルパソ・チワワズで開幕を迎えた。5月4日に初めてメジャーに昇格し、当日のロサンゼルス・ドジャース戦の6回裏に代打でメジャーデビュー。この年のメジャーでの成績は13試合に出場して16打数2安打、打率.125、1打点だった。
なお、パドレス時代の2017年秋季キャンプ、2018年春季キャンプ中には臨時コーチを務めた新井宏昌から打撃の指導を受け、逆方向の打撃を始動されてある程度引っ張る悪癖やタイミングの難が改善された。
2018年までのマイナー通算成績は、586試合出場、48本塁打、打率.237、出塁率.290、長打率.374だった。また、ほぼ全ての試合で遊撃手として出場していた。

#### 投手転向
2019年のスプリングトレーニング中に投手に転向した。6月4日にA+級レイクエルシノアで投手として初登板を果たした。17試合（17回）に登板し、23奪三振、防御率3.71を記録し、8月20日にAA級アマリロ・ソッドプードルズへ昇格した。AA級アマリロでは4試合（4.1回）に登板し、7奪三振、防御率2.08の成績を残した。その後、9月1日に転向1年目で投手として初めてメジャーに昇格し、2日のアリゾナ・ダイヤモンドバックス戦でメジャー初登板した。この年はメジャーでは8試合（8.2回）に登板して防御率5.19、6奪三振を記録した。投手転向1年目でのメジャー昇格は当時としても異例で、彼を指導した経験があり彼のことをある程度知っていた新井もまさかすぐに通用するとは思わなかったと驚いている。
2020年は14試合に登板して1勝0敗2ホールド、防御率10.13、12奪三振を記録した。
2021年は4月5日に尺側側副靭帯の捻挫で60日間の故障者リストに登録された。9月21日に復帰してアクティブ・ロースター入りした。
2022年4月12日にDFAとなった。

### レイズ時代
2022年4月16日に金銭トレードで、タンパベイ・レイズへ移籍した。移籍後は6試合に登板も防御率8.44と結果を残せずに5月1日にDFAとなり、6日にマイナー契約で傘下のAAA級ダーラム・ブルズへ配属された。6月30日に再びメジャー契約を結んでアクティブ・ロースター入りした。7月4日にマイナー契約でAAA級ダーラムへ配属された。9月12日に再びメジャー契約を結んでアクティブ・ロースター入りした。

### ブルワーズ時代
2022年11月18日に後日指名選手とトレードでミルウォーキー・ブルワーズに移籍した。
2023年は、シーズン開幕前の3月に開催された第5回WBCにパナマ代表として出場した。開幕後は8試合に登板したが、防御率8.64と結果を残せず、4月24日にDFAとなった。

### レイズ復帰
2023年4月29日に金銭トレードでタンパベイ・レイズに復帰した。5月14日にDFAとなり、17日にマイナー契約を結び直して傘下AAA級ダーラム・ブルズへ配属されたが、7月18日に再びメジャー契約を結んで昇格したが、翌19日にDFAとなり、23日に再びAAA級ダーラムに配属された。レギュラーシーズン終了後の10月9日にFAとなった。

### 阪神時代
2023年11月30日、NPBの阪神タイガースと契約を締結したことが発表された。推定年俸は100万ドル（約1億4700万円）。背番号は球団投手史上初となる00。
2024年4月5日、神宮球場での対ヤクルト戦にて初セーブを挙げた。シーズンでは59試合に登板し、1勝4敗31ホールド14セーブを記録した。オフに倍増となる200万ドル（約3億円）で残留した。

## プレースタイル
最速164km/hの直球と、スライダーが投球割合のほとんどを占めるが、ツーシームも投げる。パドレス時代にはチームメイトだったダルビッシュ有から変化球の助言を受けていた。来日後には、打者としての経験から嫌な球種だったというスプリットやチェンジアップの習得にも意欲を示している。
阪神入団後には2019年以来となる打撃練習も行い、柵越えも披露している。

## 人物
パドレスのマイナー時代、GMのA.J.プレラーが日本球界の指導の細かさに着目し、チームのアドバイザー職の野茂英雄の要請もあり新井宏昌が臨時コーチとして招かれ、指導を受ける機会があった。新井から「守備が巧い。打撃さえ良くなれば」と評され、野茂も現地メディアの取材で「メジャーに定着できる若手」と評していた。2019年にフェルナンド・タティス・ジュニアが遊撃手のレギュラーの座を掴み、ゲラはキャンプ中に投手に転向した。
マウンドではポーカーフェイスを貫き、阪神の入団会見で「ゲラ」が関西弁で笑い上戸の意味であることを伝えられた際も、「いつも同じような感情で投げたい。感情を出す時もあるかもしれないが、基本的には落ち着いていると思います」と真剣な表情で答えている。
好きな日本食はカレーライス。
趣味はサイクリング。休みの日に1日130km、5時間程度走っている。
2023年に結婚した。

## 詳細情報

### 年度別投手成績
| 年 度    | 球 団    | 登 板 | 先 発 | 完 投 | 完 封 | 無 四 球 | 勝 利 | 敗 戦 | セ 丨 ブ | ホ 丨 ル ド | 勝 率 | 打 者 | 投 球 回 | 被 安 打 | 被 本 塁 打 | 与 四 球 | 敬 遠 | 与 死 球 | 奪 三 振 | 暴 投 | ボ 丨 ク | 失 点 | 自 責 点 | 防 御 率 | W H I P |
| -------- | -------- | ----- | ----- | ----- | ----- | -------- | ----- | ----- | -------- | ----------- | ----- | ----- | -------- | -------- | ----------- | -------- | ----- | -------- | -------- | ----- | -------- | ----- | -------- | -------- | ------- |
| 2019     | SD       | 8     | 0     | 0     | 0     | 0        | 0     | 0     | 0        | 0           | ----- | 36    | 8.2      | 7        | 3           | 3        | 0     | 0        | 6        | 0     | 0        | 5     | 5        | 5.19     | 1.15    |
| 2020     | SD       | 14    | 0     | 0     | 0     | 0        | 1     | 0     | 0        | 2           | 1.000 | 67    | 13.1     | 25       | 1           | 5        | 0     | 1        | 12       | 2     | 0        | 16    | 15       | 10.13    | 2.25    |
| 2021     | SD       | 4     | 0     | 0     | 0     | 0        | 0     | 0     | 0        | 0           | ----- | 18    | 3.2      | 4        | 0           | 2        | 0     | 0        | 3        | 0     | 0        | 2     | 2        | 4.91     | 1.64    |
| 2022     | SD       | 1     | 0     | 0     | 0     | 0        | 0     | 0     | 0        | 0           | ----- | 12    | 2.0      | 3        | 1           | 3        | 0     | 0        | 1        | 0     | 0        | 4     | 4        | 18.00    | 3.00    |
| 2022     | TB       | 17    | 0     | 0     | 0     | 0        | 2     | 1     | 0        | 3           | .667  | 70    | 16.0     | 13       | 2           | 8        | 2     | 1        | 9        | 2     | 0        | 7     | 6        | 3.38     | 1.31    |
| '22計    | TB       | 18    | 0     | 0     | 0     | 0        | 2     | 1     | 0        | 3           | .667  | 82    | 18.0     | 16       | 3           | 11       | 2     | 1        | 10       | 2     | 0        | 11    | 10       | 5.00     | 1.50    |
| 2023     | MIL      | 8     | 0     | 0     | 0     | 0        | 0     | 0     | 0        | 0           | ----- | 45    | 8.1      | 10       | 1           | 9        | 2     | 2        | 5        | 2     | 0        | 8     | 8        | 8.64     | 2.28    |
| 2023     | TB       | 9     | 2     | 0     | 0     | 0        | 0     | 0     | 0        | 0           | ----- | 52    | 11.0     | 7        | 1           | 13       | 1     | 0        | 9        | 0     | 0        | 5     | 5        | 4.09     | 1.82    |
| '23計    | TB       | 17    | 2     | 0     | 0     | 0        | 0     | 0     | 0        | 0           | ----- | 97    | 19.1     | 17       | 2           | 22       | 3     | 2        | 14       | 2     | 0        | 13    | 13       | 6.05     | 2.02    |
| 2024     | 阪神     | 59    | 0     | 0     | 0     | 0        | 1     | 4     | 14       | 31          | .200  | 226   | 58       | 47       | 3           | 11       | 1     | 0        | 48       | 2     | 2        | 10    | 10       | 1.55     | 1.00    |
| MLB：5年 | MLB：5年 | 61    | 2     | 0     | 0     | 0        | 3     | 1     | 0        | 5           | .750  | 300   | 63.0     | 69       | 9           | 43       | 5     | 4        | 45       | 6     | 0        | 47    | 45       | 6.43     | 1.78    |
| NPB：1年 | NPB：1年 | 59    | 0     | 0     | 0     | 0        | 1     | 4     | 14       | 31          | .200  | 226   | 58       | 47       | 3           | 11       | 1     | 0        | 48       | 2     | 2        | 10    | 10       | 1.55     | 1.00    |

- 2024年度シーズン終了時
- 各年度の太字はリーグ最高

### WBCでの投手成績
| 年 度 | 代 表  | 登 板 | 先 発 | 勝 利 | 敗 戦 | セ ｜ ブ | 打 者 | 投 球 回 | 被 安 打 | 被 本 塁 打 | 与 四 球 | 敬 遠 | 与 死 球 | 奪 三 振 | 暴 投 | ボ ｜ ク | 失 点 | 自 責 点 | 防 御 率 |
| ----- | ------ | ----- | ----- | ----- | ----- | -------- | ----- | -------- | -------- | ----------- | -------- | ----- | -------- | -------- | ----- | -------- | ----- | -------- | -------- |
| 2023  | パナマ | 2     | 0     | 0     | 0     | 1        | 6     | 1.2      | 1        | 0           | 2        | 0     | 0        | 1        | 0     | 0        | 0     | 0        | 0.00     |

### 年度別打撃成績
| 年 度    | 球 団    | 試 合 | 打 席 | 打 数 | 得 点 | 安 打 | 二 塁 打 | 三 塁 打 | 本 塁 打 | 塁 打 | 打 点 | 盗 塁 | 盗 塁 死 | 犠 打 | 犠 飛 | 四 球 | 敬 遠 | 死 球 | 三 振 | 併 殺 打 | 打 率 | 出 塁 率 | 長 打 率 | O P S |
| -------- | -------- | ----- | ----- | ----- | ----- | ----- | -------- | -------- | -------- | ----- | ----- | ----- | -------- | ----- | ----- | ----- | ----- | ----- | ----- | -------- | ----- | -------- | -------- | ----- |
| 2018     | SD       | 13    | 19    | 16    | 2     | 2     | 0        | 0        | 0        | 2     | 1     | 0     | 0        | 0     | 0     | 3     | 0     | 0     | 9     | 0        | .125  | .263     | .125     | .388  |
| 2019     | SD       | 8     | 0     | 0     | 0     | 0     | 0        | 0        | 0        | 0     | 0     | 0     | 0        | 0     | 0     | 0     | 0     | 0     | 0     | 0        | .000  | .000     | .000     | .000  |
| 2021     | SD       | 5     | 0     | 0     | 1     | 0     | 0        | 0        | 0        | 0     | 0     | 0     | 0        | 0     | 0     | 0     | 0     | 0     | 0     | 0        | .000  | .000     | .000     | .000  |
| MLB：3年 | MLB：3年 | 41    | 19    | 16    | 3     | 2     | 0        | 0        | 0        | 2     | 1     | 0     | 0        | 0     | 0     | 3     | 0     | 0     | 9     | 0        | .125  | .263     | .125     | .388  |

- 2023年度シーズン終了時

### 年度別守備成績
投手守備
| 年 度 | 球 団 | 投手（P） | 投手（P） | 投手（P） | 投手（P） | 投手（P） | 投手（P） |
| 年 度 | 球 団 | 試 合     | 刺 殺     | 補 殺     | 失 策     | 併 殺     | 守 備 率  |
| ----- | ----- | --------- | --------- | --------- | --------- | --------- | --------- |
| 2019  | SD    | 8         | 1         | 2         | 0         | 0         | 1.000     |
| 2020  | SD    | 14        | 0         | 3         | 0         | 0         | 1.000     |
| 2021  | SD    | 4         | 0         | 0         | 0         | 0         | ----      |
| 2022  | SD    | 1         | 0         | 0         | 0         | 0         | -----     |
| 2022  | TB    | 17        | 1         | 2         | 0         | 0         | 1.000     |
| '22計 | TB    | 18        | 1         | 2         | 0         | 0         | 1.000     |
| 2023  | MIL   | 8         | 1         | 1         | 0         | 0         | 1.000     |
| 2023  | TB    | 9         | 2         | 2         | 0         | 0         | 1.000     |
| '23計 | TB    | 17        | 3         | 3         | 0         | 0         | 1.000     |
| 2024  | 阪神  | 59        | 2         | 9         | 0         | 1         | 1.000     |
| MLB   | MLB   | 61        | 5         | 10        | 0         | 0         | 1.000     |
| NPB   | NPB   | 59        | 2         | 9         | 0         | 1         | 1.000     |

内野守備
| 年 度 | 球 団 | 三塁（3B） | 三塁（3B） | 三塁（3B） | 三塁（3B） | 三塁（3B） | 三塁（3B） | 遊撃（SS） | 遊撃（SS） | 遊撃（SS） | 遊撃（SS） | 遊撃（SS） | 遊撃（SS） |
| 年 度 | 球 団 | 試 合      | 刺 殺      | 補 殺      | 失 策      | 併 殺      | 守 備 率   | 試 合      | 刺 殺      | 補 殺      | 失 策      | 併 殺      | 守 備 率   |
| ----- | ----- | ---------- | ---------- | ---------- | ---------- | ---------- | ---------- | ---------- | ---------- | ---------- | ---------- | ---------- | ---------- |
| 2018  | SD    | 1          | 0          | 0          | 0          | 0          | ----       | 7          | 12         | 11         | 2          | 3          | .920       |
| MLB   | MLB   | 1          | 0          | 0          | 0          | 0          | ----       | 7          | 12         | 11         | 2          | 3          | .920       |

- 2024年シーズン終了時

### 記録

#### NPB
初記録
- 初登板・初ホールド：2024年3月31日、対読売ジャイアンツ3回戦（東京ドーム）、8回裏に3番手で救援登板、1回無失点
- 初奪三振：同上、8回裏に坂本勇人から空振り三振
- 初セーブ：2024年4月5日、対東京ヤクルトスワローズ1回戦（明治神宮野球場）、10回裏に5番手で救援登板・完了、1回無失点
- 初勝利：2024年9月14日、対広島東洋カープ24回戦（阪神甲子園球場）、9回表に4番手で救援登板・完了、1回無失点[31]

### 背番号
- 8（2018年 - 2022年4月11日）
- 25（2022年4月18日 - 同年4月30日、2022年6月30日 - 同年7月3日）
- 12（2023年 - 同年5月13日）
- 99（2023年7月8日 - 同年終了）
- 00（2024年 - ）

### 代表歴
- 2023 ワールド・ベースボール・クラシック・パナマ代表